# Балроа (замък)
Замъкът Балроа (на фр. Château de Balleroy) се намира в село Балроа в Северозападна Франция, департамент Калвадос, на около 15 км югозападно от град Байо. Построен е през 1631 за съветника на Луи XIII Жан дьо Шоази. През 1970 г. е купен от американския милиардер Малкълм Форбс.